# Kathleen Baker
Kathleen Baker (Winston-Salem, 28 februari 1997) is een Amerikaanse zwemster. Ze vertegenwoordigde haar vaderland op de Olympische Zomerspelen 2016 in Rio de Janeiro.

## Carrière
Bij haar internationale debuut, op de Pan-Pacifische kampioenschappen zwemmen 2014 in Gold Coast, eindigde Baker als negende op de 100 meter rugslag. Daarnaast strandde ze in de series van de 200 meter rugslag en de 200 meter wisselslag. Op de wereldkampioenschappen kortebaanzwemmen 2014 in Doha eindigde de Amerikaanse als zesde op de 100 meter rugslag, op de 200 meter rugslag werd ze uitgeschakeld in de series. Op de 4x50 meter vrije slag zwom ze samen met Abbey Weitzeil, Amy Bilquist en Amanda Weir in de series, in de finale sleepten Weitzeil en Bilquist samen met Natalie Coughlin en Madison Kennedy de zilveren medaille in de wacht. Samen met Shannon Vreeland, Katie Drabot en Elizabeth Beisel eindigde ze als vijfde op de 4x200 meter vrije slag. Op de 4x100 meter wisselslag strandde ze samen met Caitlin Leverenz, Claire Donahue en Amanda Weir in de series. Voor haar aandeel in de series van de 4x50 meter vrije slag werd Baker beloond met de zilveren medaille.
In Kazan nam Baker deel aan de wereldkampioenschappen zwemmen 2015. Op dit toernooi eindigde ze als achtste op de 100 meter rugslag. Samen met Micah Lawrence, Kendyl Stewart en Margo Geer zwom ze in de series van de 4x100 meter wisselslag, in de finale eindigde Stewart samen met Missy Franklin, Jessica Hardy en Simone Manuel op de vierde plaats.
Tijdens de Olympische Zomerspelen van 2016 in Rio de Janeiro veroverde de Amerikaanse de zilveren medaille op de 100 meter rugslag. Op de 4x100 meter wisselslag legde ze samen met Lilly King, Dana Vollmer en Simone Manuel beslag op de gouden medaille.
Op de wereldkampioenschappen zwemmen 2017 won Baker drie medailles: zilver op de 100 meter rugslag, brons op de 200 meter rugslag en goud op de 4x100 meter wisselslag. In de halve finales van de 50 meter rugslag zwom ze tevens een nieuw nationaal record: 27,48. Ook zwom ze samen met Kelsi Worrell, Lilly King en Simone Manuel een nieuw nationaal record (3.51,55) in de finale van de 4x100 meter wisselslag.
In juli 2018 verbeterde Baker het wereldrecord op de 100 meter rugslag tijdens de Amerikaanse kampioenschappen (58,00). Tijdens de Pan-Pacifische kampioenschappen zwemmen 2018 in Tokio veroverde ze de gouden medaille op de 200 meter rugslag en de bronzen medaille op de 100 meter rugslag. Op de 4×100 meter wisselslag legde ze samen met Lilly King, Kelsi Dahlia en Simone Manuel beslag op de zilveren medaille. In Hangzhou nam Baker deel aan de wereldkampioenschappen kortebaanzwemmen 2018. Op dit toernooi behaalde ze de zilveren medaille op de 200 meter rugslag en de bronzen medaille op de 200 meter wisselslag, daarnaast eindigde ze als vijfde op zowel de 100 meter rugslag als de 100 meter wisselslag en werd ze uitgeschakeld in de halve finales van de 50 meter rugslag. Samen met Katie Meili, Kendyl Stewart en Erika Brown zwom ze in de series van de 4×50 meter wisselslag, in de finale sleepte Meili samen met Olivia Smoliga, Kelsi Dahlia en Mallory Comerford de wereldtitel in de wacht. Op de 4×100 meter wisselslag zwom ze samen met Melanie Margalis, Kendyl Stewart en Lia Neal in de series, in de finale werden Olivia Smoliga, Katie Meili, Kelsi Dahlia en Mallory Comerford wereldkampioen. Voor haar aandeel in de series van beide estafettes ontving Baker twee gouden medailles.
Op de wereldkampioenschappen zwemmen 2019 in Gwangju eindigde de Amerikaanse als zesde op zowel de 50 als de 100 meter rugslag, op de 200 meter rugslag strandde ze in de halve finales.

## Internationale toernooien
| Jaar | Olympische Spelen                | WK langebaan                                                     | WK kortebaan | PanPacs                                                                     | Pan-Amerikaanse Spelen |
| ---- | -------------------------------- | ---------------------------------------------------------------- | --- | --------------------------------------------------------------------------- | ---------------------- |
| 2014 |                                  |                                                                  | 6e 100m rugslag · 11e 200m rugslag · 4x50m vrije slag · Baker zwom enkel de series · 5e 4x200m vrije slag · 9e 4x100m wisselslag                                                         | 9e 100m rugslag serie 200m rugslag serie 200m wisselslag                    |                        |
| 2015 |                                  | 8e 100m rugslag 4e 4x100m wisselslag Baker zwom enkel de series  | |                                                                             | geen deelname          |
| 2016 | 100m rugslag · 4x100m wisselslag |                                                                  | 6-11 december |                                                                             |                        |
| 2017 |                                  | 5e 50m rugslag · 100m rugslag · 200m rugslag · 4×100m wisselslag | |                                                                             |                        |
| 2018 |                                  |                                                                  | 15e 50m rugslag · 5e 100m rugslag · 200m rugslag · 5e 100m wisselslag · 200m wisselslag · 4×50m wisselslag · Baker zwom enkel de series · 4×100m wisselslag · Baker zwom enkel de series | 100m rugslag · 200m rugslag · 4×100m wisselslag · 4x100m wisselslag gemengd |                        |
| 2019 |                                  | 6e 50m rugslag 6e 100m rugslag 9e 200m rugslag                   | |                                                                             | geen deelname          |

## Persoonlijke records
Bijgewerkt tot en met 23 juli 2020
Kortebaan
| Afstand         | Tijd    | Datum             | Plaats       |
| --------------- | ------- | ----------------- | ------------ |
| 50m rugslag     | 26,21   | 16 november 2019  | College Park |
| 100m rugslag    | 55,91   | 29 september 2018 | Eindhoven    |
| 200m rugslag    | 2.00,69 | 6 oktober 2018    | Boedapest    |
| 100m wisselslag | 58,02   | 4 oktober 2018    | Boedapest    |
| 200m wisselslag | 2.05,54 | 15 december 2018  | Hangzhou     |

Langebaan
| Afstand         | Tijd    | Datum            | Plaats    |
| --------------- | ------- | ---------------- | --------- |
| 50m rugslag     | 27,48   | 26 juli 2017     | Boedapest |
| 100m rugslag    | 58,00   | 28 juli 2018     | Irvine    |
| 200m rugslag    | 2.06,14 | 12 augustus 2018 | Tokio     |
| 200m wisselslag | 2.08,32 | 29 juli 2018     | Irvine    |